# Suecia en los Juegos Olímpicos de Atenas 2004
Suecia estuvo representada en los Juegos Olímpicos de Atenas 2004 por un total de 115 deportistas que compitieron en 20 deportes.  
El portador de la bandera en la ceremonia de apertura fue el nadador Lars Frölander.

## Medallistas
El equipo olímpico sueco obtuvo las siguientes medallas:
| Nombre | Deporte            | Competición       |
| --- | ------------------ | ----------------- |
| Oro |                    |                   |
| Stefan Holm | Atletismo          | Salto de altura M |
| Christian Olsson | Atletismo          | Triple salto M    |
| Carolina Klüft | Atletismo          | Heptatlón F       |
| Henrik Nilsson Markus Oscarsson                                                                                              | Piragüismo         | K2 1000 m M       |
| Plata |                    |                   |
| Peter Eriksson (Cardento) Peder Fredricson (Magic Bengtsson) Malin Baryard (Butterfly Flip) Rolf-Göran Bengtsson (MacKinley) | Hípica             | Saltos por eqs.   |
| Ara Abrahamian | Lucha grecorromana | 84 kg M           |
| Bronce |                    |                   |
| Therese Torgersson Vendela Zachrisson                                                                                        | Vela               | 470 F             |